# Svojek
Svojek – miejscowość i gmina (obec) w Czechach, w kraju libereckim, w powiecie Semily. W 2022 roku liczyła 177 mieszkańców.